# Caños de San Francisco

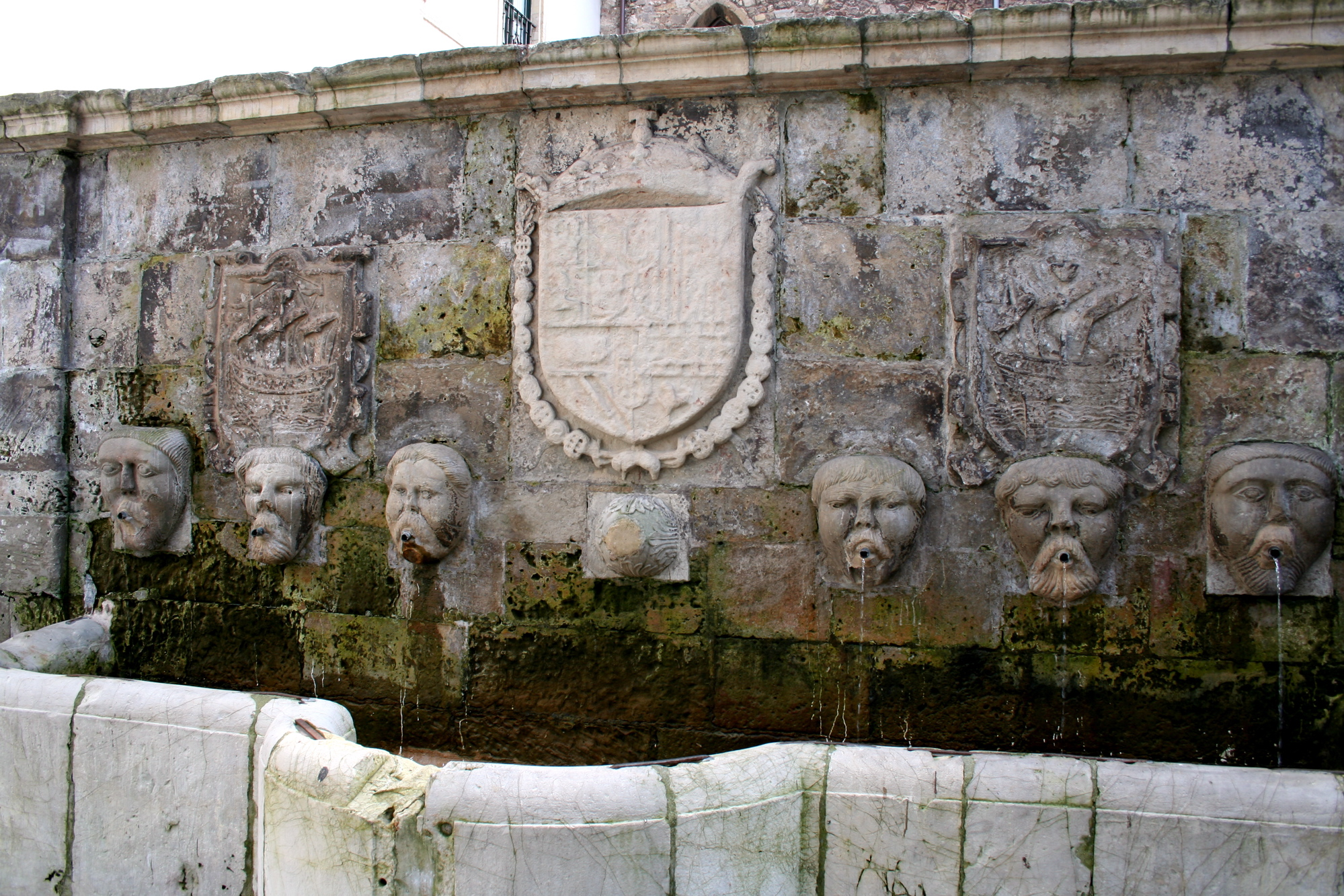
Fuente de los caños de San Francisco.

La fuente de los Caños de San Francisco está situada en la localidad asturiana de Avilés (España).

## Descripción
Situada al lado del palacio de Ferrera y la iglesia de San Nicolás de Bari, dentro del conjunto Histórico-Artístico, se trata de una obra civil del siglo XVII.
Su origen viene dado por las obras de canalización del agua en la villa de Avilés, a finales del siglo XVI. Estas canalizaciones de agua sustituyen a las anteriores formadas por meros cauces de agua al aire libre, a modo de pequeños riachuelos por la ciudad, que carecían de toda medida higiénica. En un intento de atajar las enfermedades ocasionadas por esta agua se decide acometer la obra que encauzaría el agua por la ciudad y la distribuiría por una serie de fuentes. De esta serie de fuentes iniciales, la única que perdura es esta de los caños de San Francisco.
La fuente está formada por un frontal del que surgen seis cabezas humanas de cuya boca emana el agua por medio de un caño, que dan a un pilón rectangular en los extremos y ovalado en el centro. En el frontal, por encima de las cabezas, se sitúan tres escudos heráldicos. A cada uno de los lados, dos escudos de Avilés, encima cada uno de una cabeza, y en el centro el escudo de armas del Reino de Castilla.